# Tony Gatlif
Boualem Dahmani, dit Tony Gatlif, és un director de cinema, guionista, compositor, actor i productor francès, nascut el 10 de setembre de 1948 a Alger.

## Biografia
Tony Gatlif va néixer depare cabilenc i de mare gitana. Després d'una infantesa a Alger, Gatlif va arribar a França el 1960 durant la Guerra d'Algèria. El que va seguir va ser un viatge difícil i fragmentat, que va anar des del reformatori fins a una reunió amb l'actor Michel Simon el 1966, passant per classes de teatre. Després va actuar en obres de teatre i després va fer la seva primera pel·lícula el 1975, La Tête en ruine.
A partir de 1981, va abordar el tema que aprofundiria de pel·lícula en pel·lícula: els Roma de tot el món, dels quals esdevingué en molts sentits el campió, seduït per una "comunitat en moviment" i per un "univers sonor i musical" de gran riquesa i gran diversitat. Tanmateix, clarament aliè a la idea d'un vincle exclusiu a una comunitat, Gatlif es defineix com un "mediterrani".
L'any 1983, va participar en la creació de l'associació Initiatives tsiganes amb Sandra Jayat i Gérard Gartner. L'any 1985, l'associació va organitzar Première mondiale d'art tzigane.
L'any 1999 va rebre el Premi Romanès per tota la seva trajectòria.
El 2014, el Festival de Cinema de Belfort Entrevues de Belfort li va dedicar una retrospectiva.

## Filmografia

### Director

#### Cinema
Tony Gatlif és guionistes de tots els seus films.
- 1973 : Max l'indien (curtmetratge)
- 1975 : La Tête en ruine
- 1978 : La Terre au ventre

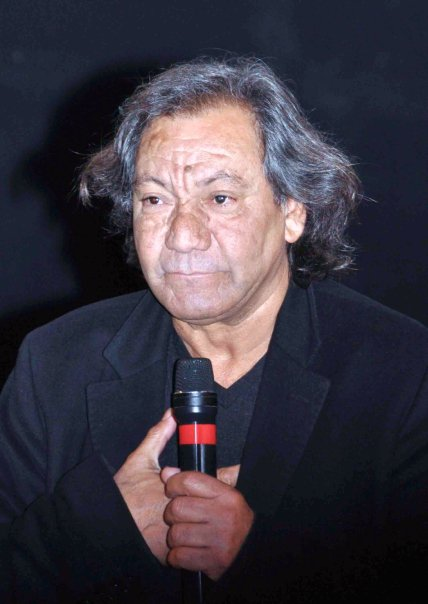
Tony Gatlif el 2010 a la presentació de Liberté.

- 1981 : Canta gitano (curtmetratge)
- 1982 : Corre, gitano codirigida amb Nicolás Astiarraga
- 1983 : Les Princes
- 1985 : Rue du départ
- 1989 : Pleure pas my love
- 1990 : Gaspard et Robinson
- 1993 : Latcho Drom
- 1995 : Mondo
- 1997 : Gadjo dilo
- 1998 : Je suis né d'une cigogne
- 2000 : Vengo
- 2001 : Swing
- 2004 : Paris by Night, curtmetratge de Visions of Europe
- 2004 : Exils
- 2006 : Transylvania
- 2010 : Liberté
- 2012 : Indignados
- 2014 : Geronimo
- 2017 : Djam
- 2021 : Tom Medina

#### Clips
- 1999 : Pas des chiens de Blankass
- 2007 : Rendez-Vous de Stephan Eicher
- 2010 : Beautiful Tango de Hindi Zahra
- 2012 : Sur un fil de Circus

### Actor
- 1972 : Les Boussardel, minisèrie dirigida per René Lucot adaptada de la sèrie de novel·les Les Boussardel de Philippe Hériat
- 1975 : La Rage au poing d'Éric Le Hung, également scénariste
- 1975 : L'Agression de Gérard Pirès
- 1983 : Les Princes
- 1984 : Havre de Juliet Berto
- 2002 : Lulu de Jean-Henri Roger
- 2002 : Laisse tes mains sur mes hanches de Chantal Lauby

### Productor
- 2000 : Vengo
- 2001 : Comme un avion de Marie-France Pisier

## Teatre
- 1972 : Sauvés d'Edward Bond, dirigida per Claude Régy, TNP Théâtre de Chaillot
- 1977 : Lady Strass d'Eduardo Manet, dirigida per Roger Blin, Théâtre de Poche Montparnasse

## Publicacions
- Tony Gatlif; Eric Kannay. Liberté.  Paris: Éditions Perrin, 2010, p. 238. ISBN 978-2-262-03062-9.

## Premis
- 46è Festival Internacional de Cinema de Canes : prix Un certain regard per Latcho Drom
- Festival Internacional de Cinema de Locarno 1997: Lleopard de Plata i Premi del Jurat Ecumènic per Gadjo Dilo
- Premi Romanès 1999 de les Iniciatives Tsiganes per a tota la seva trajectòria<[8]
- César 1999 : César a la millor música original per Gadjo Dilo
- César 2001 : César a la millor música original per Vengo
- Étoiles d'or 2001 : Estrella d'or per al compositor de música de pel·lícula original per la seva composició per a Vengo
- 57è Festival Internacional de Cinema de Canes : premi a la millor direcció per Exils
- Premi Henri-Langlois 2011 : Prix Humanisme et engagement
- Festival de Cinema de Drets Humans de Sant Sebastià 2015 : premi del festival[9]
- Académie Charles-Cros : Coup de Cœur Musiques du Monde 2018 per Djam : film franco-greco-turc.[10]